# 50 Komenda Odcinka Lądek Zdrój
50 Komenda Odcinka Lądek Zdrój – samodzielny pododdział Wojsk Ochrony Pogranicza.
50 Komenda Odcinka sformowana została w 1945 w strukturze organizacyjnej 11 Oddziału Ochrony Pogranicza. We wrześniu 1946 odcinek wszedł w skład Wrocławskiego Oddziału WOP nr 11. W 1948, na bazie 50 Komendy Odcinka sformowano Samodzielny Batalion Ochrony Pogranicza nr 75.

## Struktura organizacyjna
Struktura organizacyjna przedstawiała się następująco:
- dowództwo, sztab i pododdziały przysztabowe
- 230 strażnica w Ludwikowie z placówką w Ustroniu
- 231 strażnica w Nowej Wsi
- 232 strażnica w Bolesławowie
- 233 strażnica w Kamienicy
- 234 strażnica w Jodłowie